# Блукаючі зірки (фільм, 1991)
«Блукаючі зірки» — радянський двосерійний художній фільм Всеволода Шиловського, знятий в 1991 році за мотивами однойменного роману Шолом-Алейхема.

## Сюжет
Жителі маленького єврейського містечка смуги осілості Лейбл Рафалович, син місцевого багатія, і дочка кантора Рейзл кохають одне одного. У містечко приїжджає бродячий єврейський театр. У Лейбла виявляється акторський талант, у Рейзл — вокальний. Обидва вони їдуть разом з театром, але доля розводить їх по різних країнах. Велике місто дарує перший успіх молодим акторам. Надокучливість директора театру змушує Рейзл прийняти запрошення примадонни Віденської Імператорської опери. У Лейбла — успіх у Румунії. Рейзл — оперна зірка, Лейбл — відомий драматичний актор. Двох популярних артистів доля зводить в Америці. Вона заручилася, хоча тут же розірвала заручини (побачивши Лейбла в спектаклі), у нього — дитина і зобов'язання обвінчатися. Лист Рейзл змушує Лейбла мчати до пароплава, що відчалював, де й зустрічаються дві «блукаючі зірки». Зустрічаються лише на мить, щоб розлучитися. Тепер уже — назавжди…

## У ролях
- Ірина Лачіна-Тома —  Рейзл (Роза Співак)
- Валерій Смецькой —  Лейбл Рафалович (Лео Рафалеску)
- Мамука Кікалейшвілі —  Бернард Гоцмах (роль озвучив Ігор Єфімов)
- Софіко Чіаурелі —  мати Гоцмаха, Сора-Броха
- Ольга Кабо —  сестра Гоцмаха, Златка
- Вероніка Ізотова —  Генрієтта Швалб
- Ігор Богодух —  Нісон Швалб
- Станіслав Садальський —  Іцик Швалб
- Лев Лемке — права рука Щупака, Шолом-Меїр Муравчик
- Володимир Сошальський — директор театру, Альберт Щупак
- Тетяна Васильєва —  мадам Черняк
- Галина Соколова —  Лея
- Григорій Лямпе —  кантор Ісроел
- Олег Школьник —  Беня Рафалович
- Світлана Тома —  Бейлка
- Ніна Тер-Осіпян —  бабка
- Лев Котляр —  Аїшл
- Лариса Удовиченко —  Марчелла Ембріх
- Валентин Нікулін —  Кламер
- Анатолій Равикович —  Стельмах
- Євген Герчаков —  Гецл-бен-Гецл

## Знімальна група
- Автори сценарію (за однойменним романом Шолом-Алейхема): Олекса Шеренговий, Лев Піскунов
- Режисер-постановник:  Всеволод Шиловський
- Оператор-постановник: Ігор Бек
- Художник-постановник:  Валентин Гідулянов
- Композитор:  Олександр Журбін
- Балетмейстер: Олексій Якубов
- Текст пісень: Павло Грушко
- Режисер монтажу: Світлана Гуральська
- Звукооператор: Сергій Урусов
- Художник по костюмах: Віолетта Ткач
- Художник по гриму: Мар'яна Єрмакова
- Оператори: А. Бєлкін, Г. Верховський
- Художник-декоратор: Олена Однолько
- Комбіновані зйомки: оператор — А. Сидоров, художник — К. Пуленко
- Музичний редактор: Олена Вітухіна
- Директор картини: Інна Плотникова